# Zikmund Rudl (malíř)
Zikmund Rudl (7. května 1861 Praha – 16. září 1936 Praha) byl český malíř, především autor církevních obrazů.

## Život
Pocházel z rodu pražských tiskařů mědirytin a mědirytců. Narodil se v rodině akademického malíře, tiskaře mědirytin Zikmunda (Sigmunda) Rudla (1829–1889) a jeho manžeky Matyldy, rozené Pospíšilové (1829–1908) jako jedno ze šesti dětí (dvě zemřely v dětském věku).  Jeho děd byl tiskařem mědirytin Zikmund Rudl, prastrýc Josef Rudl se věnoval témuž povolání.
Po vystudování reálky nastoupil roku 1876 na pražskou Akademii. Zde byl mj. žákem Josefa Matyáše Trenkwalda a Františka Sequense. Po sňatku roku 1888 pobýval do roku 1889 v Itálii, odkud přesídlil do Vídně, od roku 1892 žil v Praze. Zemřel v Praze.

### Rodinný život
V říjnu 1888 se oženil s baronkou Miloslavou (Slavínou) Helversen von Helversheim (*1864–po 1934), se kterou měl tři děti.

## Dílo
Podle vzoru a často i podle přímých předloh (kartonů) svých učitelů maloval především oltářní obrazy a nástěnné malby v chrámech, žánry a portréty. Z výchozího nazarenismu a eklektického historismu dospěl jednak k realismu (v portrétech) a v oltářních obrazech k secesnímu symbolismu (například sv. Maří Magdaléna na Vyšehradě).
- nástěnné malby v lodi kostela sv. Cyrila a Metoděje v Praze - Karlíně (spolupráce s Františkem Sequensem)[6]
- Křížová cesta a předloha pro mozaiku v bazilice svatého Václava na Smíchově (Nanebevstoupení Páně)
- obrazy v kostele Božího Těla v Kraslicích a další.[3]
- v katedrále svatého Víta, Václava a Vojtěcha na Pražském hraděː
  - tabulové obrazy na zadních stranách křídlového oltáře svatého Vojtěcha z roku 1898, sochy a reliéfy na předních stranách vytvořil Jan Kastner; v kapli sv. Vojtěcha/ Arcibiskupské.[7]
  - nástěnné malby Nejsvětější srdce Ježíšovo, Nejsvětější srdce Mariino a scény ze života sv. Marie Magdalény; na stěnách kaple Valdštejnské /sv. Marie Magdalény (1905-1907), podle kartonů Františka Sequense[8]

- Trojdílná oltářní archa sv. Klimenta (1893) s obrazem Z. Rudla a sochami J. Kastnera v Bazilice svatého Petra a Pavla v Praze na Vyšehradě, v kapli téhož světce, první od vchodu v jižní boční lodi.
- Trojdílná oltářní archa sv. Maří Magdalény (1894) se třemi obrazy Z. Rudla v Bazilice svatého Petra a Pavla v Praze na Vyšehradě, v kapli téže světice, třetí od vchodu v jižní boční lodi.

## Ilustrace
- Biblické obrazy, učební pomůcky pro katechety (I. řada, Praha, Státní nakladatelství 1933).[9]
- Ilustrace v časopisu Zlatá Praha z let 1884-1900 (Nechte maličkých přijíti ke mně; Vdovec, aj.)[10]

## Galerie

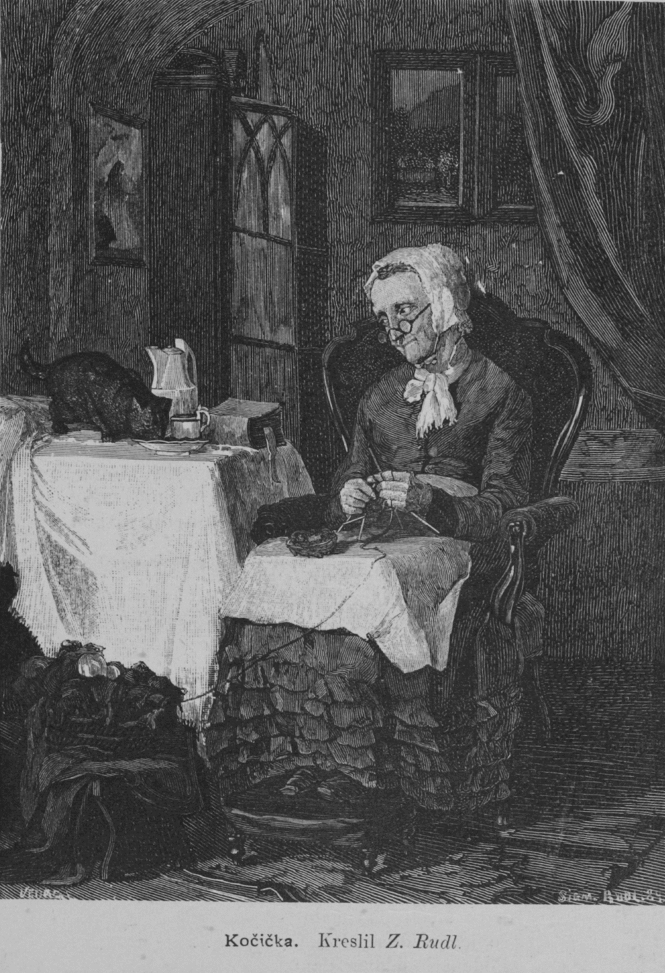
Zikmund Rudl: Kočička (čb. repro Světozor 1885)
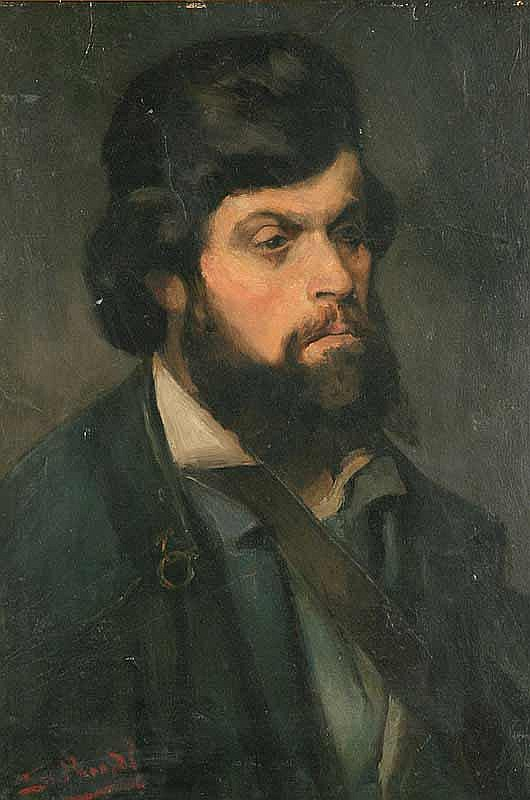
Zikmund Rudl: Portrét muže
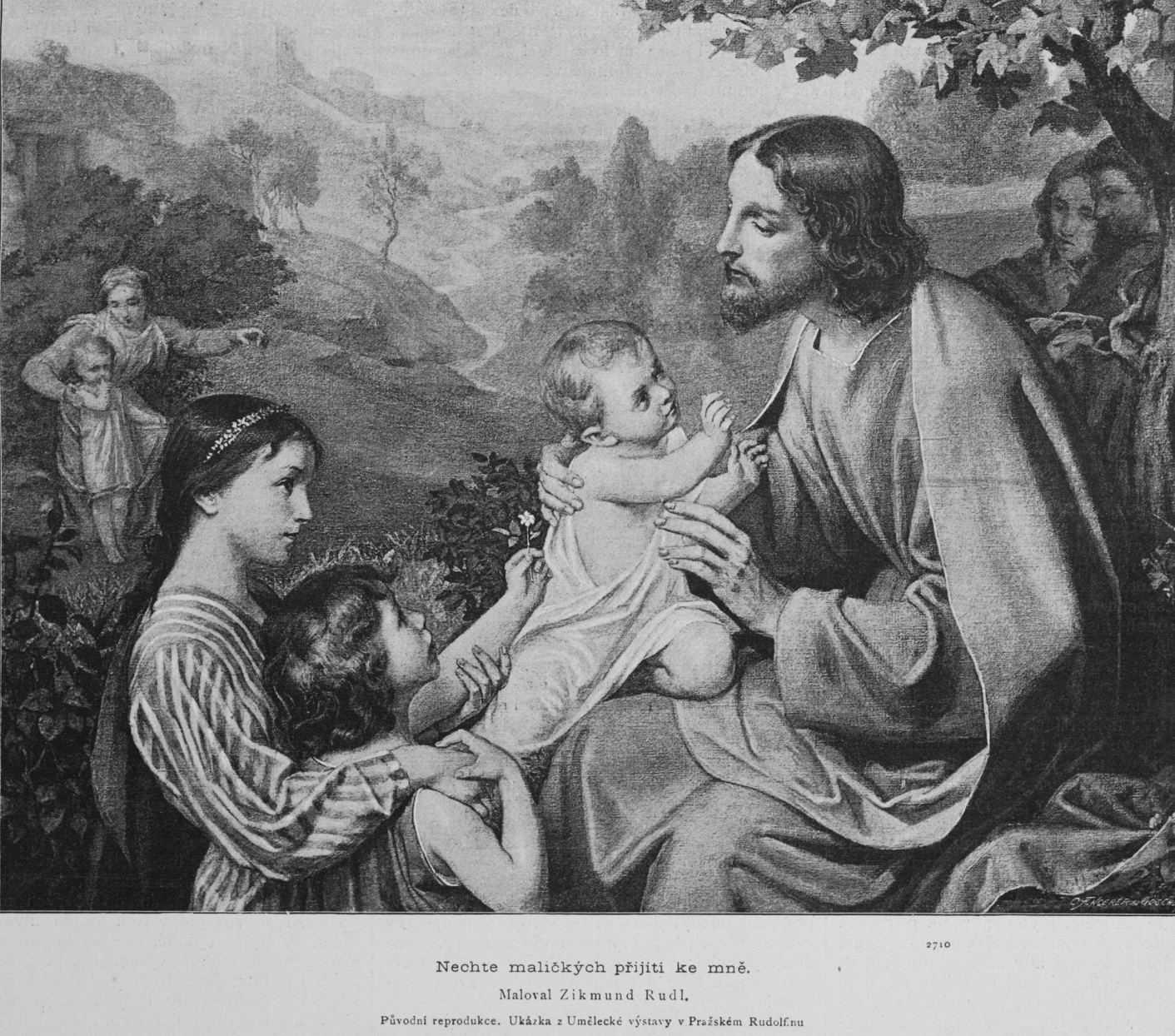
Zikmund Rudl: Nechte maličkých přijíti ke mně (čb. repro Zlatá Praha, 1888)
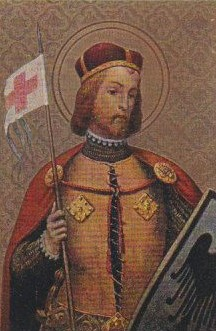
Zikmund Rudl: Svatý Václav (repro pohlednice, asi 1910)

## Ocenění
Zikumud Rudl byl oceněn papežským vyznamenáním Pro Ecclesia et Pontifice.